# О х (альбом Стаса Корольова)
О_х — сольний дебютний альбом Стаса Корольова, записаний ним за півроку після припинення діяльности гурту YUKO.

## Сприйняття
Альбом здобув вкрай позитивні оцінки. Зокрема, видання Слух назвало його «одним із найяскравіших записів 2021 року», «іронічним й автобіографічним» «альбом-оманою», який «змушує вслуховуватися у текст», і в якому «без абстракцій, прямо в лоб говориться про сьогодення нашої країни» з «відвертими, не награними переживаннями».
Видання Liroom, поставивши альбому оцінку 9/10, зазначає, що альбом Стаса «увесь просякнутий екзистенційним жахом» і «звучить як одкровення»; на думку рецензента, «О_х» — це «концептуальна розповідь, де кожна пісня має своє місце», автор якої «перестав боятися не сподобатися оточенню» й «демонструє себе як майстерний мультижанровий продюсер, у якого нема пієтету до окремих інструментів». Підкреслюючи «мистецькість» та «незручність» платівки, яку «неможливо додати до фонових плейлистів», видання називає альбом «унікальним для української музики останніх років» завдяки «відвертості, за якою нема вороття».

## Композиції
| #     | Назва                               | Тривалість |
| ----- | ----------------------------------- | ---------- |
| 1.    | «никакого интереса»                 | 4:25       |
| 2.    | «ла-ла»                             | 3:49       |
| 3.    | «собачка»                           | 4:13       |
| 4.    | «(100+)»                            | 1:58       |
| 5.    | «банка»                             | 4:21       |
| 6.    | «RAGE»                              | 2:18       |
| 7.    | «волны (feat. Антон Слєпаков)»      | 4:46       |
| 8.    | «утаи-утаи»                         | 6:22       |
| 9.    | «феничев / или»                     | 7:27       |
| 10.   | «н е й р о п л а с т и ч н о с т ь» | 3:32       |
| 43:11 |                                     |            |